# 日南郵便局
日南郵便局（にちなんゆうびんきょく）
- 鳥取県日野郡日南町にある郵便局。局番号は52029。
- 宮崎県日南市にある郵便局。本記事にて記述する。

日南郵便局（にちなんゆうびんきょく）は宮崎県日南市にある郵便局。民営化前の分類では集配普通郵便局であった。

## 概要
住所：〒887-8799 宮崎県日南市材木町1-10

## 沿革
- 1880年（明治13年）2月 - 油津（あぶらつ）郵便局（五等）として開設[1]。
- 1882年（明治15年） - 平野村ノ内油津郵便局に改称。
- 1885年（明治18年）5月1日 - 貯金取扱を開始。
- 1885年（明治18年）10月20日 - 油津郵便局に改称。
- 1890年（明治23年）7月16日 - 為替取扱を開始。
- 1897年（明治30年）2月21日 - 油津郵便電信局となる。
- 1903年（明治36年）4月1日 - 通信官署官制の施行に伴い油津郵便局となる。
- 1915年（大正4年）3月24日 - 火災により焼失[2]。
- 1948年（昭和23年）3月1日 - 特定郵便局から普通郵便局に局種別改定[3]。
- 1951年（昭和26年）9月16日 - 日南市大字油津町から同市大字平野に移転するとともに、日南郵便局に改称[4]。
- 1956年（昭和31年）10月11日 - 電話通話および和文電報受付事務の取扱を開始。
- 1999年（平成11年） - 外国通貨の両替および旅行小切手の売買に関する業務取扱を開始。
- 2007年（平成19年）
  - 3月4日 - 鵜戸郵便局および大堂津郵便局から集配業務を移管[5]。
  - 10月1日 - 民営化に伴い、併設された郵便事業日南支店に一部業務を移管。
- 2009年（平成21年）1月26日 - 大束集配センターの廃止に伴い、郵便事業日南支店串間集配センターが同集配センターの業務を承継。
- 2012年（平成24年）10月1日 - 日本郵便株式会社発足に伴い、郵便事業日南支店を日南郵便局に統合。
- 2016年（平成28年）9月12日 - 内海郵便局から集配業務の一部[6]を移管。

## 取扱内容
- 郵便、印紙、ゆうパック、内容証明
- 貯金、為替、振替、振込、国際送金、国債、投資信託
- 生命保険、バイク自賠責保険、自動車保険、がん保険、引受条件緩和型医療保険
- ゆうちょ銀行ATM
- 日南市内の一部地域の集配業務
- ゆうゆう窓口

## 周辺
- 県立日南病院
- 油津港
- 堀川運河
- 国道220号

## アクセス
- JR日南線　油津駅から徒歩約10分
- 宮交バス 材木町停留所下車
- 国道222号沿い
- 駐車場あり：26台